# Peter Kaiser

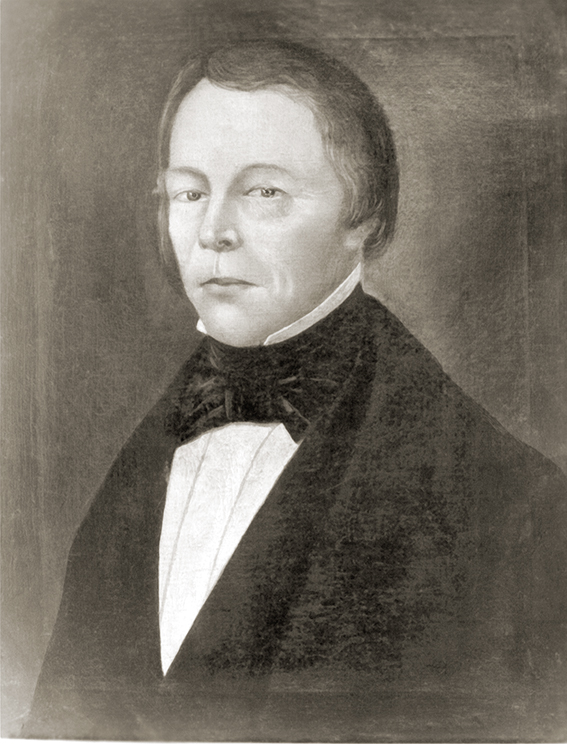
retrato sin fecha de Kaiser por un artista anónimo.

Peter Kaiser (Mauren, Liechtenstein, 1 de octubre de 1793 - Coira, Suiza, 23 de febrero de 1864) fue un destacado pedagogo, historiador y político del principado de Liechtenstein.

## Estudios y formación académica

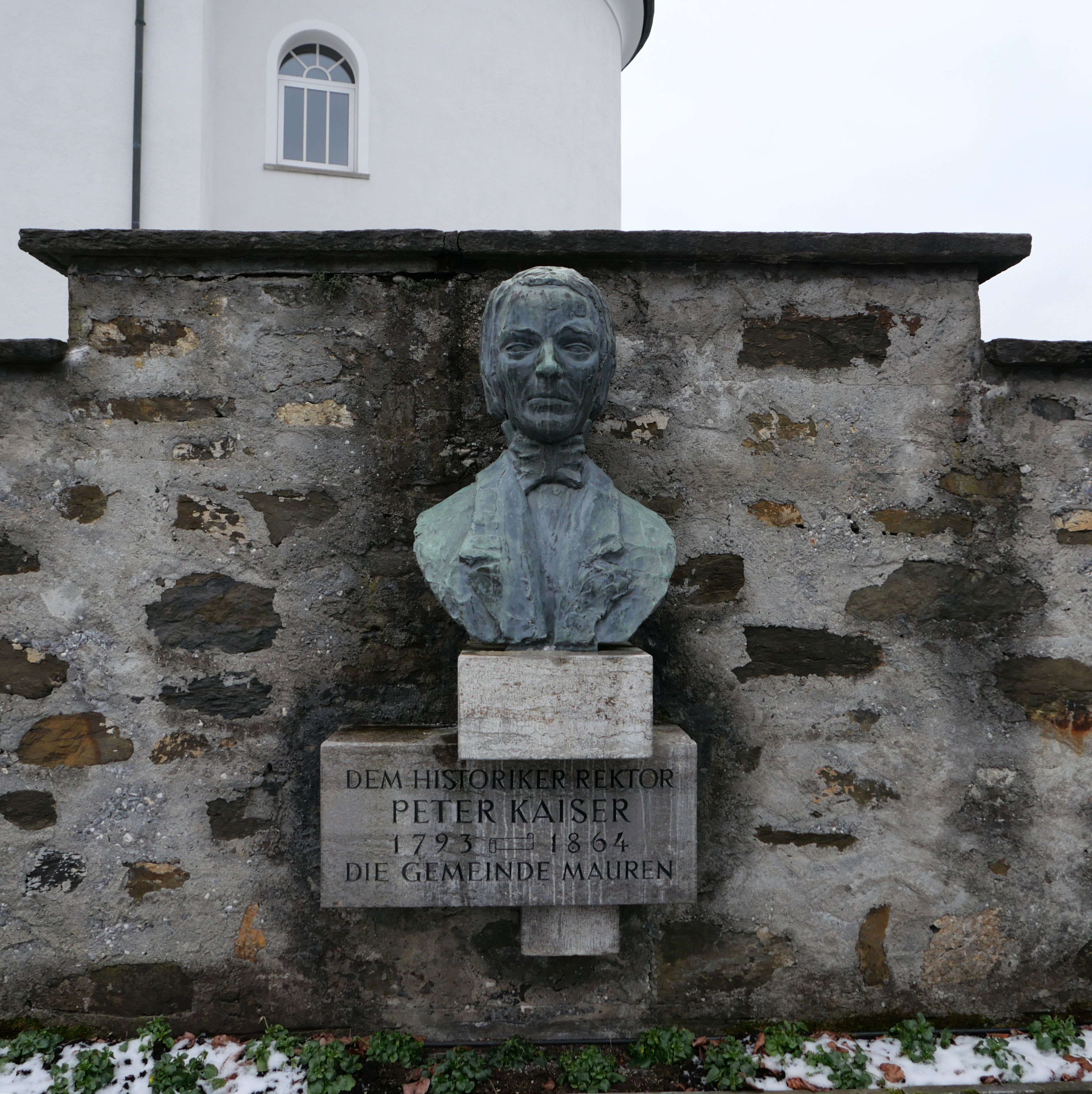
Monumento a Kaiser en Mauren, erigido en 1955.

Noveno hijo de once del matrimonio entre Michael Kaiser y Anna Maria Matt, Peter fue a la escuela en Mauren, Feldkirch y Viena. Posteriormente cursó estudios en derecho, historia, filosofía y ciencias políticas en Viena y Feldkirch. Aunque en 1819 estudió historia e idiomas en Hofwil, Yverdon, Aarau, Disentis y Coira llegando a dominar el griego, el latín, el italiano, el inglés y el francés. Fue un activista de los movimientos estudiantiles.
Entre sus cargos académicos llegó a ser Rector de la escuela cantonal de Disentis y Coira. También fue nombrado presidente de Bündner Geschichtsforschenden Gesellschaft. En 1847 publicó su obra Historia del Principado de Liechtenstein, inicialmente fue prohibida su publicación pero al final el Príncipe Alois la permitió.

## Actividad política

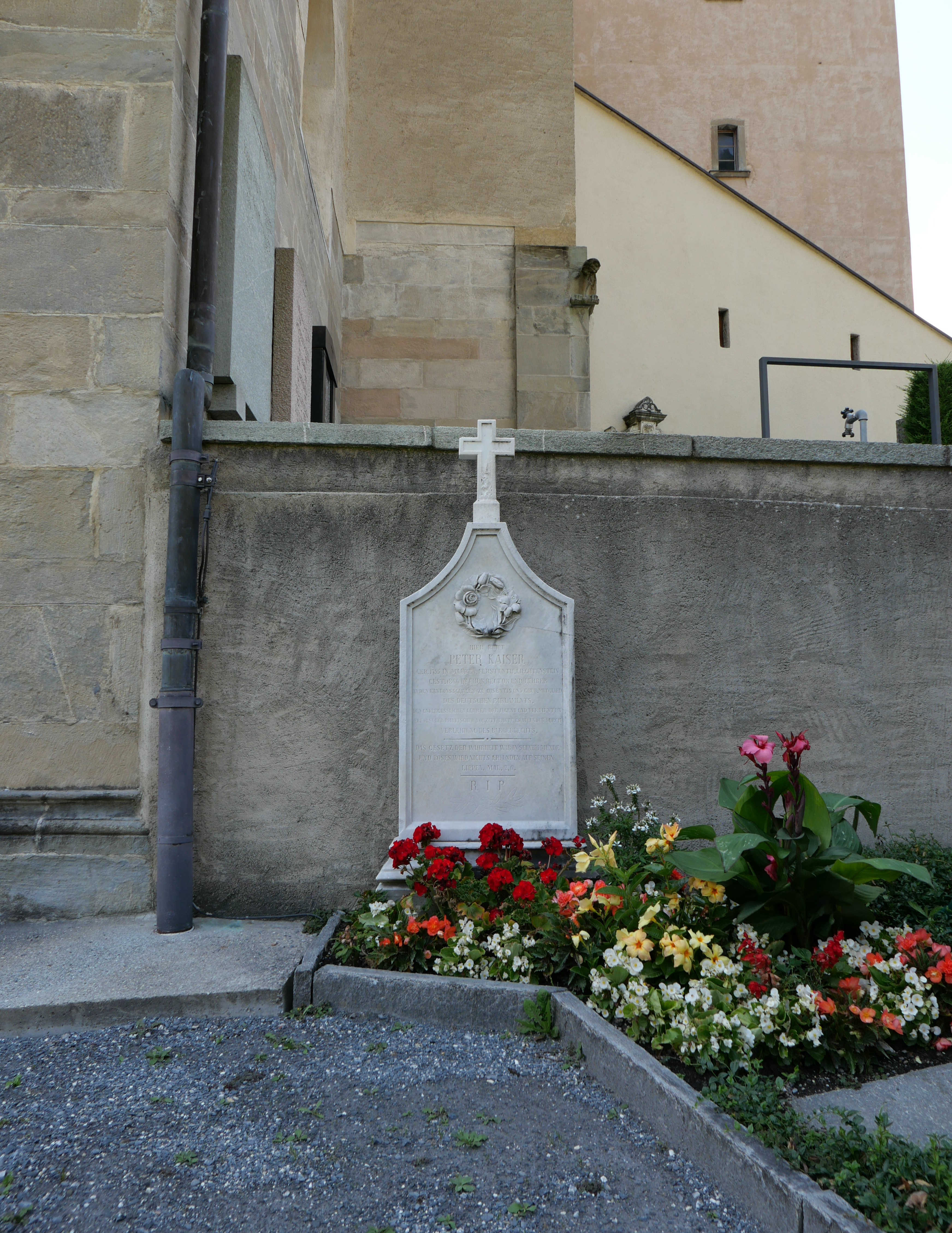
La tumba de Kaiser en el cementerio de Hof en Coira, junto a la Catedral de Santa María de la Asunción.

En 1840 formó parte de comité que entregó al Príncipe del país unas peticiones del pueblo. En 1843 fue elegido por el pueblo como representante ante el Príncipe en Viena.
Los cambios que estaba sufriendo Europa central en aquellos años llegaron también a Liechtenstein, donde en 1848 estalló la revolución. El pueblo quería cambiar la constitución de 1818, querían más derechos, entre ellos el de elegir libremente a sus representantes. Peter Kaiser fue miembro del comité revolucionario. Gracias a su intervención no hubo enfrentamientos sangrientos y logró convencer al Príncipe Alois de comenzar reformas en los derechos y libertades de los ciudadanos.
Desde abril a septiembre fue representante de Liechtenstein en el Parlamento de Fráncfort de la Asamblea Nacional alemana. Al terminar su mandato en el Parlamento terminó su actividad política activa.

## En la actualidad
En el siglo XX se realizaron diversos estudios de su persona y se reeditó su obra. Llegando incluso a crearse en 1985 una fundación en su honor, Gedächtnisstiftung Peter Kaiser. En su ciudad natal hay un monumento en su honor.